# Campeonato Europeo de Tiro de 2007
El XXXI Campeonato Europeo de Tiro se celebró en Granada (España) entre el 9 y el 22 de julio de 2007 bajo la organización de la Confederación Europea de Tiro (ESC) y la Real Federación Española de Tiro Olímpico.
Las competiciones se realizaron en el campo de tiro del Centro Especializado de Alto Rendimiento de Tiro Olímpico Juan Carlos I, ubicado en la localidad andaluza de Las Gabias, al oeste de la capital granadina.

## Resultados

### Masculino
| Evento                                 | Oro                                         | Plata                                 | Bronce                                 |
| -------------------------------------- | ------------------------------------------- | ------------------------------------- | -------------------------------------- |
| Rifle 3 posiciones 300 m (21.07)       | Tomáš Jeřábek · República Checa · 1177 pts. | Josselin Henry Francia 1173 pts.      | Henri Häkkinen · Finlandia · 1172 pts. |
| Rifle 3 posiciones 300 m (equipos)     | República Checa · 3485                      | Noruega · 3483                        | Suiza · 3474                           |
| Rifle en pos. tendida 300 m (17.07)    | Matthias Raiber · Alemania · 599            | Sebastian Moises · Alemania · 599     | Beat Müller · Suiza · 599              |
| Rifle en pos. tendida 300 m (equipos)  | Suecia · 1785                               | Alemania · 1782                       | Bielorrusia · 1780                     |
| Rifle estándar 300 m (19.07)           | Rajmond Debevec Eslovenia 585               | Thomas Farnik · Austria · 584         | Luboš Opelka · República Checa · 584   |
| Rifle estándar 300 m (equipos)         | República Checa · 1748                      | Bielorrusia · 1741                    | Noruega · 1730                         |
| Rifle 3 posiciones 50 m (15.07)        | Jozef Gönci · Eslovaquia · 1267,9           | Artem Jadzhibekov · Rusia · 1267,5    | Nemanja Mirosavljev Serbia 1265,6      |
| Rifle 3 posiciones 50 m (equipos)      | Austria · 3490                              | Alemania · 3479                       | Serbia 3476                            |
| Rifle en pos. tendida 50 m (13.07)     | Marco De Nicolò · Italia · 701,7            | Artem Jadzhibekov · Rusia · 700,7     | Espen Berg Knutsen · Noruega · 700,6   |
| Rifle en pos. tendida 50 m (equipos)   | Bielorrusia · 1786                          | Suecia · 1778                         | República Checa · 1777                 |
| Pistola 50 m (16.07)                   | Tanyu Kiriakov Bulgaria 663,5               | Vladimir Goncharov · Rusia · 662,1    | Francesco Bruno · Italia · 660,5       |
| Pistola 50 m (equipos)                 | Rusia · 1695                                | Italia · 1680                         | Ucrania · 1659                         |
| Pistola rápida de fuego 25 m (15.07)   | Alexéi Klimov · Rusia · 785,9               | Roman Bondaruk · Ucrania · 782,3      | Sergéi Alifirenko · Rusia · 777,8      |
| Pistola rápida de fuego 25 m (equipos) | Ucrania · 1737                              | Rusia · 1737                          | República Checa · 1731                 |
| Pistola de fuego 25 m (17.07)          | Mijaíl Nestruyev · Rusia · 594 RM           | Josef Fiala · República Checa · 584   | Sergéi Poliakov · Rusia · 583          |
| Pistola de fuego 25 m (equipos)        | Rusia · 1758                                | Ucrania · 1737                        | Turquía 1731                           |
| Pistola estándar 25 m (16.07)          | Franck Dumoulin Francia 571                 | Sergéi Poliakov · Rusia · 570         | Mijaíl Nestruyev · Rusia · 570         |
| Pistola estándar 25 m (equipos)        | Rusia · 1705                                | Ucrania · 1691                        | Polonia · 1680                         |
| Blanco móvil 50 m (12.07)              | Łukasz Czapla · Polonia · 595               | Emil Andersson · Suecia · 590         | Bedřich Jonáš · República Checa · 588  |
| Blanco móvil 50 m (equipos)            | República Checa · 1760                      | Rusia · 1750                          | Ucrania · 1749                         |
| Blanco móvil mixto 50 m (13.07)        | Łukasz Czapla · Polonia · 395               | Bedřich Jonáš · República Checa · 391 | Dmitri Lykin · Rusia · 391             |
| Blanco móvil mixto 50 m (equipos)      | República Checa · 1168                      | Rusia · 1167                          | Ucrania · 1161                         |
| Foso (16.07)                           | Yves Tronc Francia 147                      | Stéphane Clamens Francia 143+4        | Josip Glasnović · Croacia · 143+3      |
| Foso (equipos)                         | Francia 362                                 | Croacia · 359                         | San Marino 357                         |
| Doble foso (13.07)                     | Daniele Di Spigno · Italia · 188+11         | Vitali Fokeyev · Rusia · 188+10       | Steven Scott Reino Unido 186           |
| Doble foso (equipos)                   | Italia · 421                                | Rusia · 421                           | Alemania · 409                         |
| Skeet (20.07)                          | George Achilleos Chipre 148+12              | Juan José Aramburu · España · 148+11  | Valerio Luchini · Italia · 148+1       |
| Skeet (equipos)                        | Italia · 364                                | Chipre 360                            | Alemania · 357                         |

### Femenino
| Evento                                | Oro                                    | Plata                                   | Bronce                                     |
| ------------------------------------- | -------------------------------------- | --------------------------------------- | ------------------------------------------ |
| Rifle 3 posiciones 300 m (17.07)      | Gyda Ellefsplas Olssen · Noruega · 583 | Oriana Scheuss · Suiza · 579            | Charlotte Jakobsen Dinamarca 579           |
| Rifle 3 posiciones 300 m (equipos)    | Suiza · 1720                           | Noruega · 1716                          | Dinamarca 1708                             |
| Rifle en pos. tendida 300 m (16.07)   | Solveig Bibard Francia 597 RM          | Charlotte Jakobsen Dinamarca 596        | Karin Hansen Dinamarca 593                 |
| Rifle en pos. tendida 300 m (equipos) | Dinamarca 1782 RM                      | Noruega · 1774                          | Suecia · 1771                              |
| Rifle 3 posiciones 50 m (14.07)       | Natalia Kalnysh · Ucrania · 679,9      | Barbara Lechner · Alemania · 679,0+10,1 | Sonja Pfeilschifter · Alemania · 679,0+8,6 |
| Rifle 3 posiciones 50 m (equipos)     | Alemania · 1734                        | Ucrania · 1729                          | Suiza · 1728                               |
| Rifle en pos. tendida 50 m (15.07)    | Beata Krzyzewsky · Hungría · 591       | Sharon Lee Reino Unido 591              | Solveig Bibard Francia 590                 |
| Rifle en pos. tendida 50 m (equipos)  | Hungría · 1761                         | Suiza · 1761                            | Finlandia · 1753                           |
| Pistola 25 m (11.07)                  | Lindita Kodra · Albania · 787,4        | Munkhbayar Dorjsuren · Alemania · 783,8 | Maria Grozdeva Bulgaria 783,1              |
| Pistola 25 m (equipos)                | Bulgaria 1743                          | Rusia · 1733                            | Francia 1723                               |
| Foso (15.07)                          | Delphine Racinet Francia 93            | Elena Tkach · Rusia · 89+3              | Deborah Gelisio · Italia · 89+2            |
| Foso (equipos)                        | Italia · 207                           | Francia 204                             | Rusia · 199                                |
| Skeet (19.07)                         | Chiara Cainero · Italia · 95           | Christine Brinker · Alemania · 94       | Maarit Lepomäki · Finlandia · 92           |
| Skeet (equipos)                       | Italia · 205                           | Rusia · 203                             | Eslovaquia · 199                           |

## Medallero
| Núm. | País            | Oro | Plata | Bronce | Total |
| ---- | --------------- | --- | ----- | ------ | ----- |
| 1    | Italia          | 7   | 1     | 3      | 11    |
| 2    | Rusia           | 5   | 12    | 5      | 22    |
| 3    | Francia         | 5   | 3     | 2      | 10    |
| 4    | República Checa | 5   | 2     | 4      | 11    |
| 5    | Alemania        | 2   | 6     | 3      | 11    |
| 6    | Ucrania         | 2   | 4     | 3      | 9     |
| 7    | Bulgaria        | 2   | 0     | 1      | 3     |
|      | Polonia         | 2   | 0     | 1      | 3     |
| 9    | Hungría         | 2   | 0     | 0      | 2     |
| 10   | Noruega         | 1   | 3     | 2      | 6     |
| 11   | Suiza           | 1   | 2     | 3      | 6     |
| 12   | Suecia          | 1   | 2     | 1      | 4     |
| 13   | Dinamarca       | 1   | 1     | 3      | 5     |
| 14   | Bielorrusia     | 1   | 1     | 1      | 3     |
| 15   | Austria         | 1   | 1     | 0      | 2     |
|      | Chipre          | 1   | 1     | 0      | 2     |
| 17   | Eslovaquia      | 1   | 0     | 1      | 2     |
| 18   | Albania         | 1   | 0     | 0      | 1     |
|      | Eslovenia       | 1   | 0     | 0      | 1     |
| 20   | Croacia         | 0   | 1     | 1      | 2     |
|      | Reino Unido     | 0   | 1     | 1      | 2     |
| 22   | España          | 0   | 1     | 0      | 1     |
| 23   | Finlandia       | 0   | 0     | 3      | 3     |
| 24   | Serbia          | 0   | 0     | 2      | 2     |
| 25   | San Marino      | 0   | 0     | 1      | 1     |
|      | Turquía         | 0   | 0     | 1      | 1     |
|      | TOTAL           | 42  | 42    | 42     | 126   |